# Gottfried Kirch
Pour les articles homonymes, voir Kirch.
Gottfried Kirch (ou Kirche, ou Kirkius) est un astronome saxon, né le 18 décembre 1639 à Guben en Saxe et mort le 25 juillet 1710 à Berlin.

## Biographie
Fils d'un cordonnier de Guben, Gottfried Kirch commence à travailler comme fabricant de calendriers en Saxe et en Franconie. Il commence à apprendre l'astronomie à Iéna puis à Dantzig où il étudie auprès de Johannes Hevelius. À partir de 1667, toujours à Dantzig, Kirch fait paraître des calendriers et construit plusieurs télescopes et d'autres instruments d'optique.
En 1686, Kirch s'installe à Leipzig. Là, il découvre et observe la grande comète de 1680 (C/1680 V1) avec Christoph Arnold.[Passage contradictoire] Il y rencontre aussi sa seconde épouse, Maria Margarethe Winckelmann (1670-1720), qui avait appris l'astronomie auprès d'Arnold.
En 1688, il invente et cartographie une constellation aujourd'hui oubliée, Sceptrum Brandenburgicum, le sceptre de Brandebourg.
En 1700, Kirch est choisi par Frédéric Ier de Prusse comme premier astronome de la Société royale des sciences de Prusse, devenant ainsi le premier directeur de l'observatoire de Berlin.
Kirch étudie l'étoile double Mizar et découvre l'amas du Canard Sauvage (1681) et l'amas globulaire M5 (5 mai 1702). Il découvre également la variabilité de l'étoile variable de type Mira Chi Cygni en 1687.
Un cratère lunaire, le cratère Kirch (en), lui a été dédié, ainsi que l'astéroïde (6841) Gottfriedkirch.

## Source
(en) « Gottfried Kirch (December 18, 1639 - July 25, 1710) », sur SEDS, Catalogue Messier